# ヴォルフラム・フライシュハウアー
ヴォルフラム・フライシュハウアー（Wolfram Fleischhauer、1961年6月9日 - ）は、ドイツの小説家、推理作家、ファンタジー作家。男性。ドイツ南西部の都市カールスルーエ生まれ。

## 略歴
地元のギムナジウムを卒業したのち、ドイツ、スペイン、フランス、アメリカ合衆国の大学で文学を専攻した。
16世紀末に描かれたとされる「ガブリエル・デストレとその姉妹ビヤール公爵夫人とみなされる肖像」（ルーヴル美術館所蔵）に関する謎をテーマにした歴史ミステリ小説『緋色の線』（未訳 Die Purpurlinie）で1996年にデビュー。1999年発表の第二作『雨の手の女』（未訳 Die Frau mit den Regenhänden）は2000年のドイツ・ミステリ大賞でドイツ語作品部門の第3位となった。
2001年発表の第三作『殺戮のタンゴ』はタンゴをテーマにしたミステリ作品で、ドイツとアルゼンチンが舞台になっている。フライシュハウアーはアルゼンチンの作曲家アストル・ピアソラのファンで、この作品は1998年にアルゼンチンを旅したのをきっかけに構想された。原題の『現実との三分間』（Drei Minuten mit der Wirklichkeit）はピアソラの同題のタンゴ曲からとっている。
2004年にはミヒャエル・エンデの小説『はてしない物語』の世界観に基づく小説を複数の作家が執筆する《ファンタージエン》の企画に参加し、『ファンタージエン 反逆の天使』を発表している。
小説の執筆のほか、欧州連合（EU）の会議の通訳などの活動もしている。

## 日本語訳作品
ミステリ小説
- 殺戮のタンゴ （訳：平井吉夫、2002年10月、早川書房、ISBN 4152084480）（Drei Minuten mit der Wirklichkeit (2001)）
- 消滅した国の刑事 （訳：北川和代、2013年6月、東京創元社 創元推理文庫、ISBN 978-4-488-28221-9）（Torso (2011)）

ファンタジー小説
- ファンタージエン 反逆の天使 （訳：遠山明子、2008年3月、ソフトバンククリエイティブ、ISBN 4797329874）（Die Verschwörung der Engel: Die Legenden von Phantásien (2004)）